# Johannes Latuharhary
 (novembre 2019).
Johannes Latuharhary (né le 6 juillet 1900 et mort le 8 novembre 1959) est un homme politique indonésien, premier gouverneur des Moluques de 1950 à 1955.